# Lista de casas de espetáculos dos Países Baixos

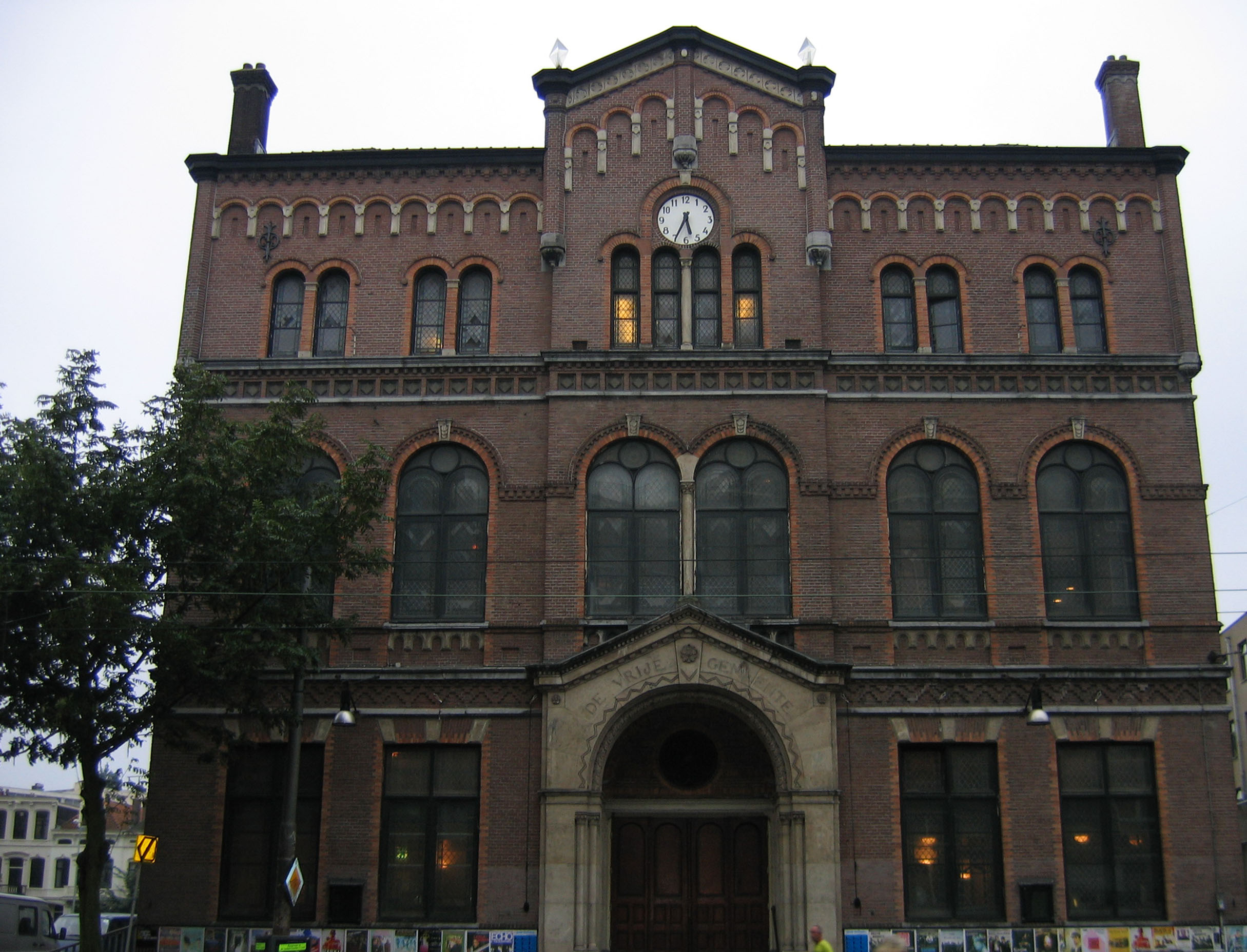
Paradiso, Amsterdam

Esta é uma lista de casas de shows na Holanda.
- Amstelveen: P60

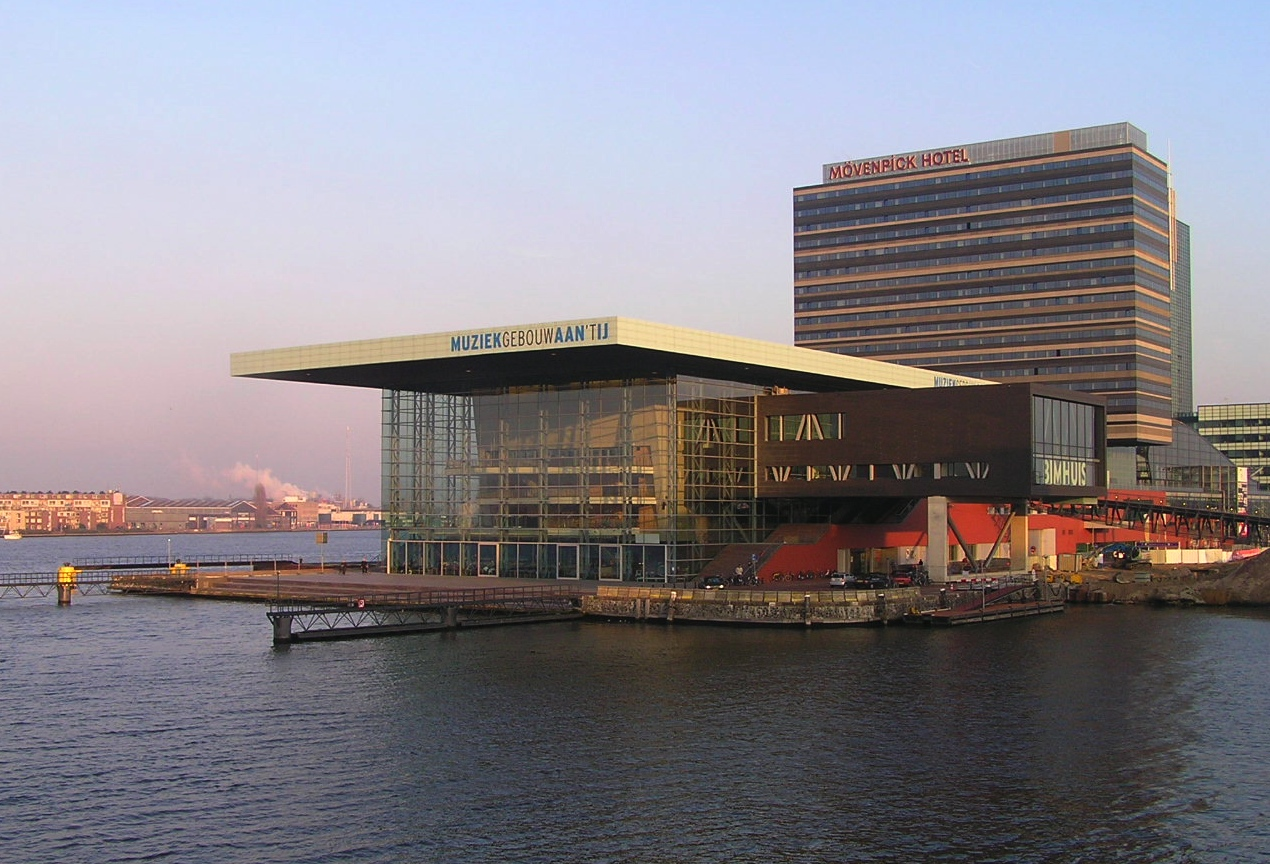
La Muziekgebouw aan 't IJ & Bimhuis

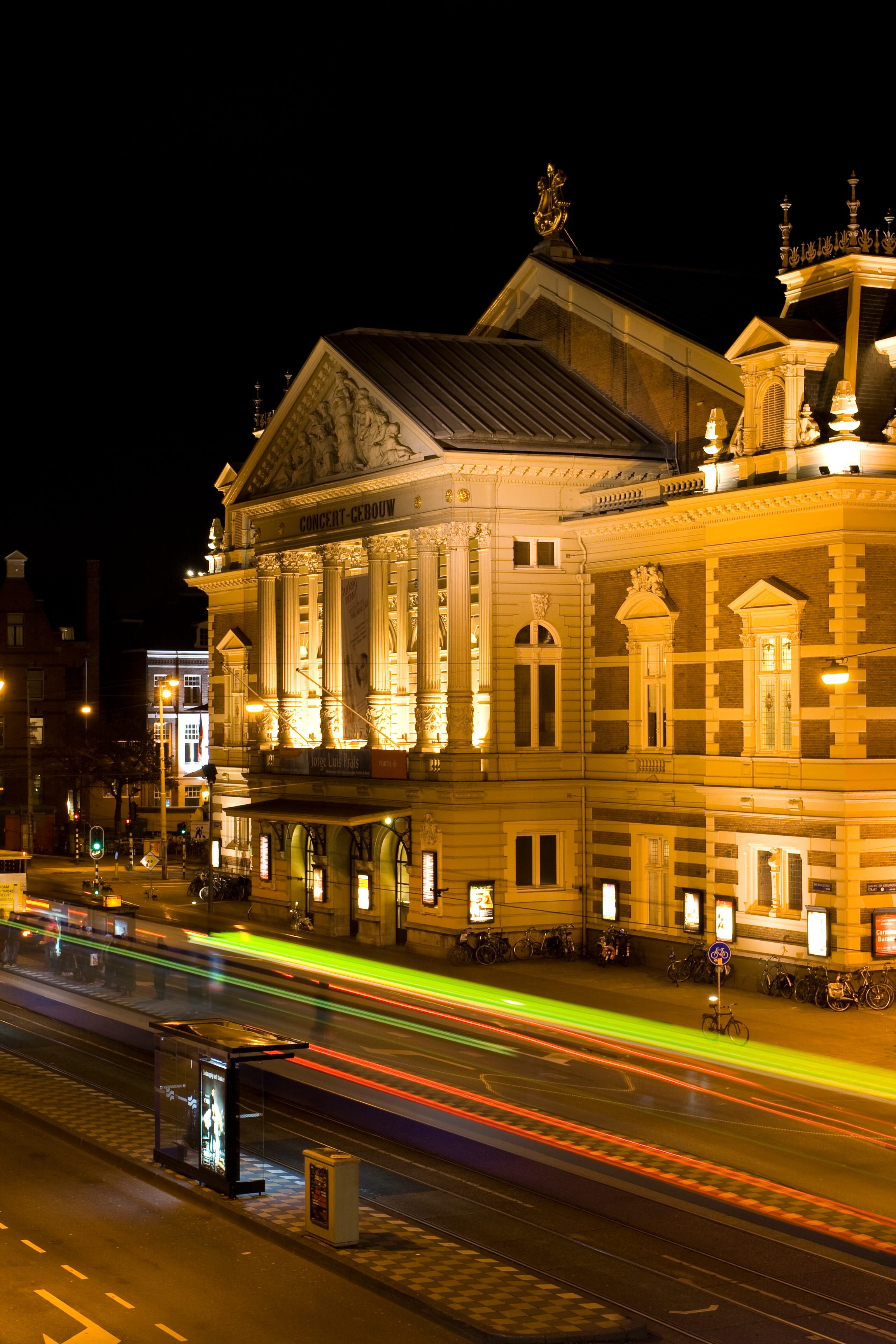
Concertgebouw, 2008

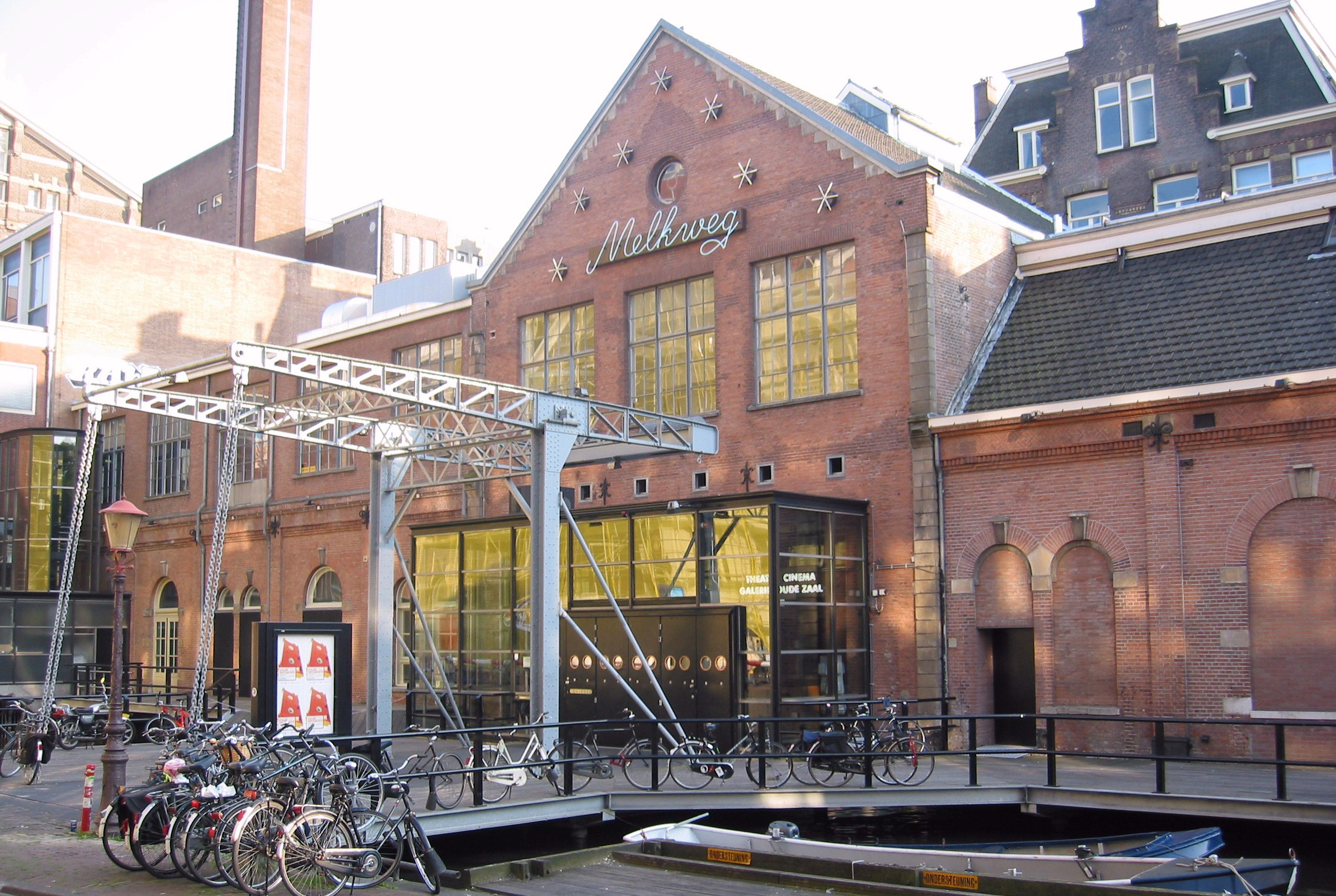
Melkweg

- Amesterdão: Concertgebouw, Muziekgebouw aan 't IJ, Bimhuis, Heineken Music Hall, Melkweg, Paradiso, OCCII, OT301, STEIM
- Apeldoorn: De Gigant
- Arnhem: Luxor
- Breda: Mezz
- Den Bosch: Willem II
- Deventer: Burgerweeshuis
- Dordrecht: Bibelot

- Eindhoven: Effenaar
- Emmeloord: De Klos
- Enschede: Atak
- Gouda: So What
- Groningen: Vera, Simplon

- Haarlem: Patronaat

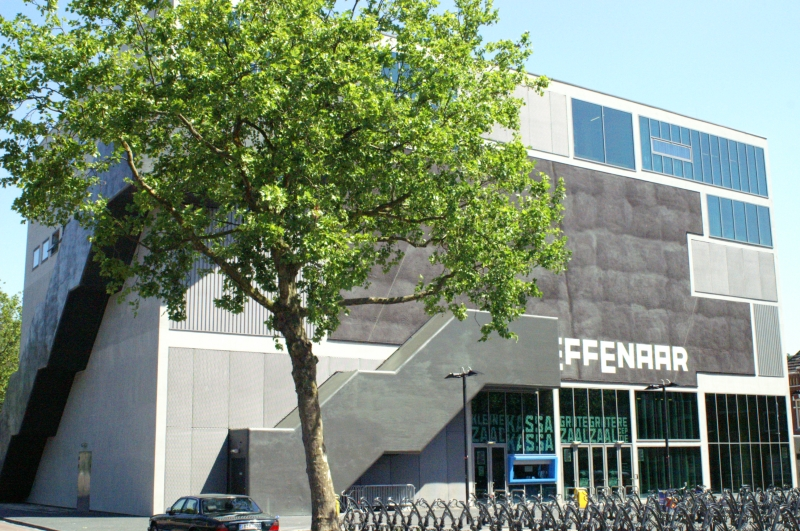
The Effenaar, 2005

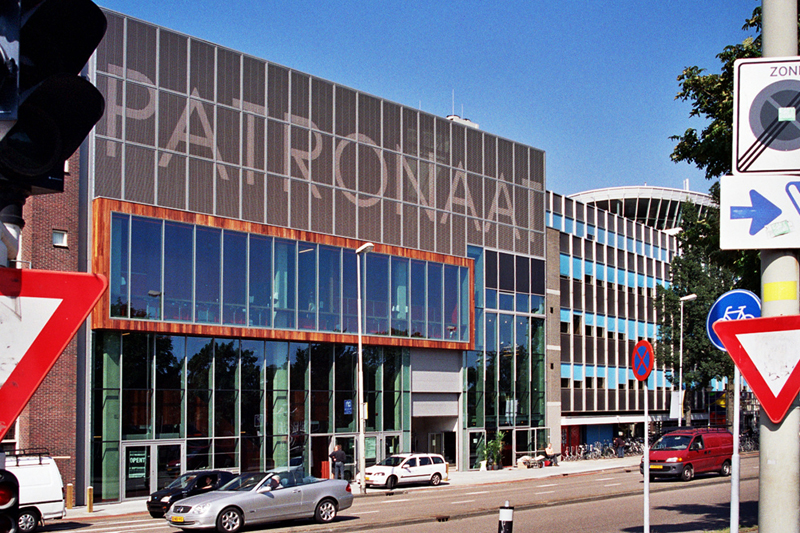
Patronaat

- Haia: Concertgebouw, Paard van Troje
- Hilversum: De Vorstin
- Leeuwarden: Romeijn, Asteriks
- Leiden: LVC
- Nijmegen: Doornroosje, Merleijn, Extrapool

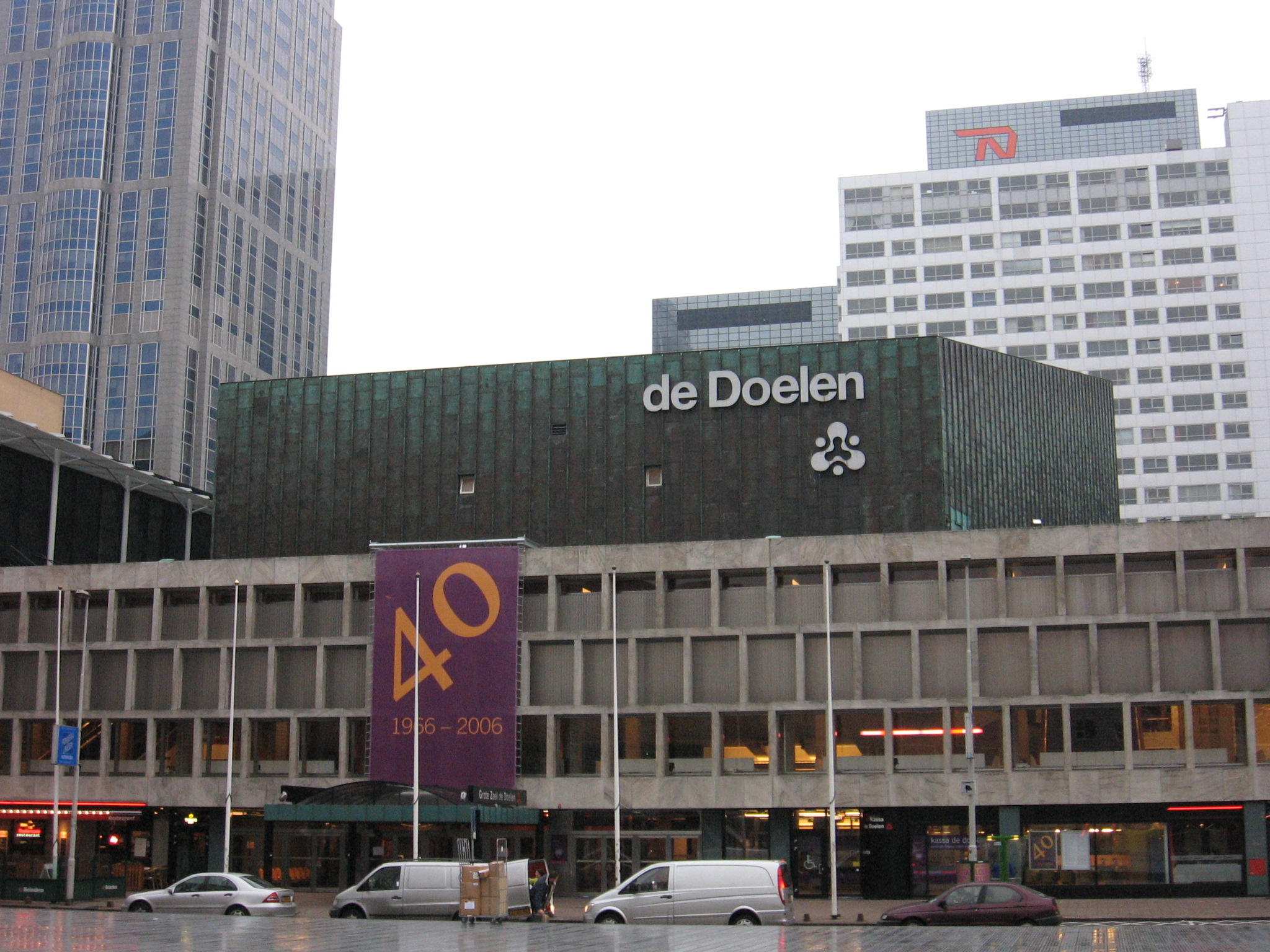
De Doelen

- Roterdão: De Doelen, Exit, Rotown, The Player, Waterfront, WORM
- Tilburg: 013

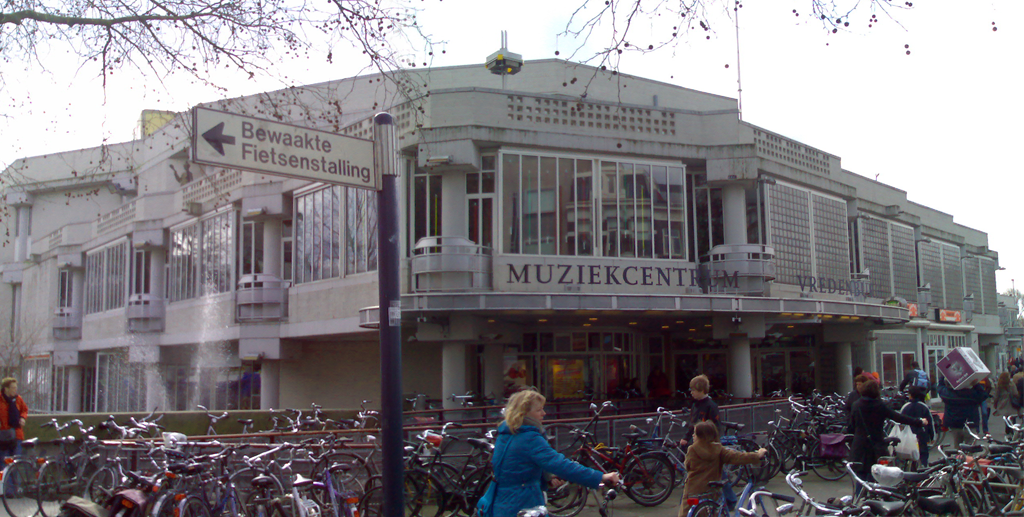
Muziekcentrum Vredenburg

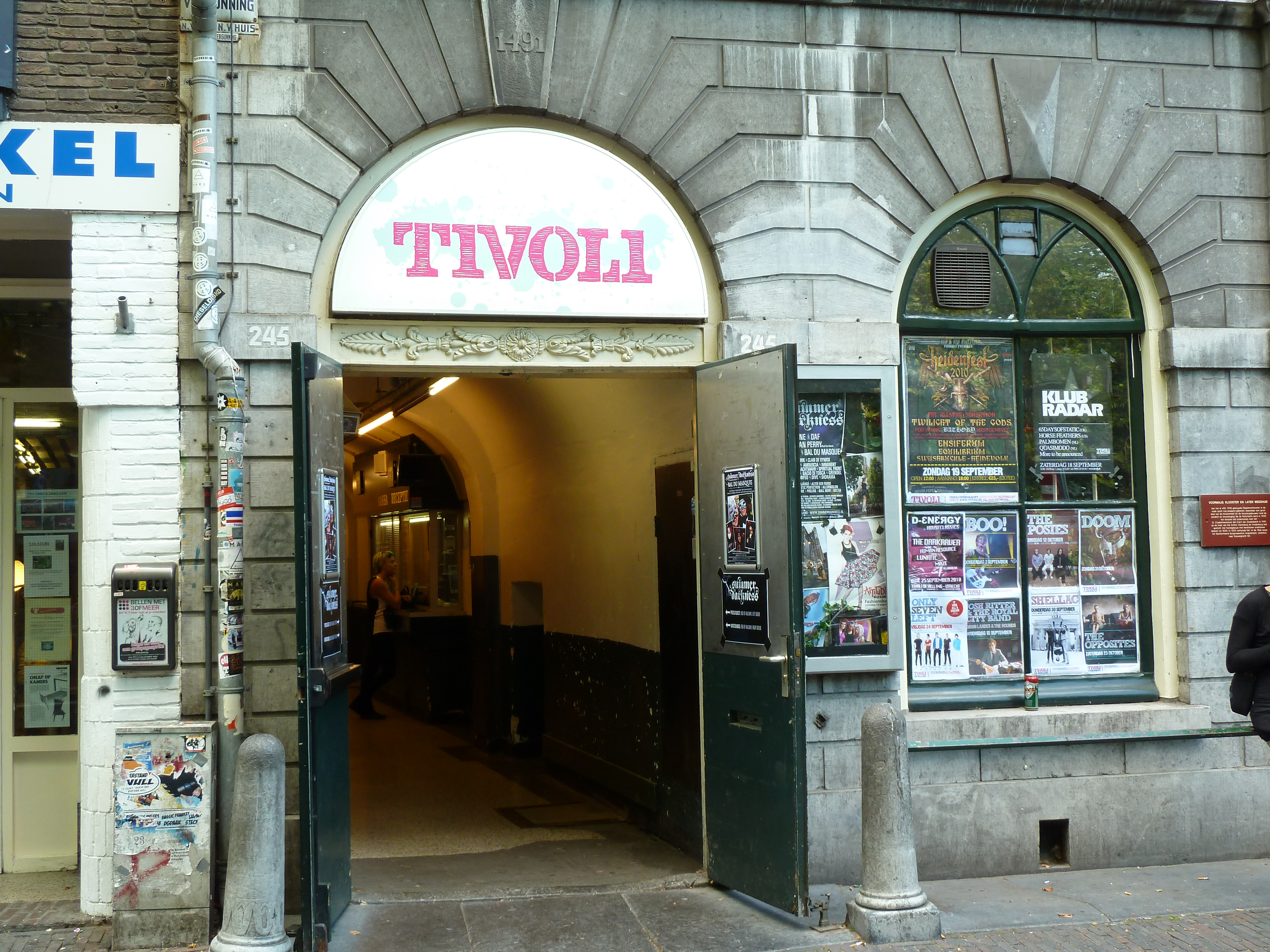
Tivoli Oudegracht

- Utrecht: Muziekcentrum Vredenburg, SJU Jazz, Tivoli, Tivoli De Helling, EKKO, ACU, DBs, RASA
- Zwolle: Hedon